# Jošika Macubara
Jošika Macubara (japonsky 松原 良香, * 19. srpna 1974) je bývalý japonský fotbalista.

## Klubová kariéra
Hrával za Júbilo Iwata, Shimizu S-Pulse, JEF United Ichihara, Shonan Bellmare a Avispa Fukuoka.

## Reprezentační kariéra
S japonskou reprezentací se zúčastnil Letních olympijských her 1996.